# Darcyanthus spruceanus
Darcyanthus spruceanus är en potatisväxtart som först beskrevs av Armando Theodoro Hunziker, och fick sitt nu gällande namn av Armando Theodoro Hunziker och N.A.Harriman. Darcyanthus spruceanus ingår i släktet Darcyanthus, och familjen potatisväxter. Inga underarter finns listade i Catalogue of Life.